# Jordin Canada
Jordin Canada, née le 11 août 1995 à Los Angeles, en Californie aux États-Unis, est une joueuse américaine de basket-ball. 

## Biographie
Formée aux Bruins d'UCLA, elle se fait remarquer en défense (élue deux fois meilleure défenseuse de la Pac-12, meilleure interceptrice de la conférence de 2016 à 2018) et conduit les Bruins à leur deuxième accession à l'Elite Eight de leur histoire. Elle est la première joueuse de la Pac-12 à cumuler 1 800 points et 700 passes décisives. En senior, capitaine de l'équipe, ses statistiques sont de 17,0 points avec une adresse de 43,5 %.
Elle présente l'une des meilleures feuilles statistiques en carrière d'UCLA : 831 passes décisives (1re) : 2 153 points (2e); 347 interceptions (3e).

## WNBA
Elle est choisie en 5e position de la draft WNBA 2018 par le Storm de Seattle.
Après la draft, son nouvel entraîneur Dan Hughes loue sa mentalité d'abord orientée vers la passe, son envie d'apprendre, « sa vitesse avec le ballon (...). Son intelligence de jeu vous saute aux yeux (...). Nous avions besoin d'une arrière capable de jouer en pénétration pour compléter les joueuses que nous avons ». 

## Équipe nationale
Elle est médaille d'or au Tournoi des Amériques U16 en 2011, qui remporte ses cinq rencontres et le titre au Mexique.
En 2012, elle participe à la préparation de l'équipe nationale U17 mais n'est pas retenue pour disputer le championnat du monde.
En 2015, elle est membre de la sélection qui remporte le Mondial universitaires à Gwangju en Corée du Sud avec des moyennes de 6,5 points, 4,8 passes décisives, 2,5 rebonds et 3,2 interception
En 2017, elle est membre de l'équipe américaine qui dispute un tournoi U24 de quatre nations organisé à Tokyo avec des moyennes de 7,0 points, 4,0 passes décisives, 3,3 rebonds et 1,3 interception

## Palmarès
- Médaille d'or au Tournoi des Amériques U16 en 2011[5].
- Médaille d'or au Mondial universitaire 2016[3]

- Championne WNBA 2018[6]  et 2020[7]

## Distinctions personnelles
- Meilleure défenseuse de la Pac-12 (2017, 2018)[3]
- Meilleur cinq défensif de la Pac-12 (2016)[3]
- Freshman de l'année la Pac-12 (2015)[3]
- Meilleure joueuse du WNIT (2015)[3]
- Meilleur cinq de la Pac-12 (2018)[3]